# Cantone di Aubenas-2
Il Cantone di Aubenas-2 è una divisione amministrativa dell'arrondissement di Largentière.
È stato costituito a seguito della riforma approvata con decreto del 13 febbraio 2014, che ha avuto attuazione dopo le elezioni dipartimentali del 2015.

## Composizione
Comprende parte della città di Aubenas e i 14 comuni di:
- Ailhon
- Fons
- Lachapelle-sous-Aubenas
- Lanas
- Lentillères
- Mercuer
- Saint-Didier-sous-Aubenas
- Saint-Étienne-de-Boulogne
- Saint-Étienne-de-Fontbellon
- Saint-Michel-de-Boulogne
- Saint-Privat
- Saint-Sernin
- Vesseaux
- Vinezac